# Географія Татарстану
Географія Татарстану — система взаємопов'язаних наук про природні і соціально-економічні умови в Татарстані.

## Історія
У Татарстані розвиток географії пов'язаний з Казанським університетом. Біля витоків стояли Симонов І. М. і Васильєв В. П. У 1888 році в університеті відкривається кафедра географії, в 1938 році — географічний факультет. До початку 20 століття дослідження проводилися в основному в приватних географічних науках (геоморфологія, метеорологія, кліматологія та ін.). Пізніше отримали розвиток соціально-економічна географія, етнографічне ландшафтознавство.
Фізична географія розвивалася з початку 19 століття такими вченими, як Е. О. Еверсман, Е. І. Ейхвальд. Фізико-географічні райони Татарстану підрозділяються на 5 регіонів, розділених Волгою, Камою, Вяткою, Шешмою. Відповідно утворюється Поволжя, Західне Предкам'є, Східне Предкам'є, Західне і Східне Закам'є.
Соціально-економічна географія розвивається з 20-30 років XX століття, і пов'язана з дослідженнями Н-Б. З. Вексліна (географічні чинники розвитку народного господарства). Подальший розвиток отримано в працях П. В. Абрамова — розміщення промислово-виробничих і продуктивних сил. Н. І. Блажко розглядав математичну географію моделювання в територіальних системах виробництва і розселення.
З 1970 року формується новий концептуально-географічний напрямок соціально-економічної географії, пов'язаний з проблематикою територіальної організації суспільства. Дослідження в цьому напрямку проводив А. М. Трофимов. 

## Розташування
Татарстан розташовується на Східно-Європейській рівнині, практично в центральній частині Російської Федерації. На території Республіки відбувається злиття двох найбільших річок — Волги і Ками, на північ від злиття знаходиться столиця Татарстану — місто Казань. Відстань від Москви становить 797 км на схід.
Загальна площа території Татарстану становить 67 836 км². Протяжність території Республіки — 290 км з півночі на південь і 460 км із заходу на схід.
Територія республіки є рівниною в лісовій і лісостеповій зоні з невеликими височинами на правобережжі Волги і південному сході республіки. 90 % території лежить на висоті не більше 200 м над рівнем моря .
Понад 16 % території республіки зайнято лісами, що складаються з дерев переважно листяних порід (дуб, липа, береза, осика), хвойні породи представлені сосною і ялиною. Місцева фауна представлена 430 видами хребетних тварин і сотнями видів різних безхребетних.

## Клімат
Помірно-континентальний клімат Республіки відрізняється теплим літом і помірно-холодною зимою. Найтепліший місяць року — липень (+ 18 … + 20 ° C), найхолодніший — січень (-13 … -14 ° C). Абсолютний мінімум температури становить -44 … -48 ° C (в Казані -46,8 ° C в 1942 році). Максимальні температури досягають + 37 … + 42 ° C. Абсолютний річний перепад температур (амплітуда) досягає 80-90 ° C.
Середня кількість опадів від 460 до 520 мм. Вегетаційний період становить близько 170 діб.
Кліматичні відмінності в межах Татарстану невеликі. Число годин сонячного сяйва протягом року коливається від 1763 (Бугульма) до 2066 (Мензелінськ). Найбільш сонячний період — з квітня по серпень. Сумарна сонячна радіація за рік становить приблизно 3900 МДж/кв. м.
Середня річна температура становить приблизно 2-3,1 ° C.
Стійкий перехід середньодобової температури через 0 ° C відбувається на початку квітня і в кінці жовтня. Тривалість періоду з температурою вище 0 ° C — 198—209 днів, нижче 0 ° C — 156—157 днів.
Середньорічна кількість опадів становить 460—540 мм. У теплий період (вище 0 ° C) випадає 65-75 % річної суми опадів. Максимум опадів припадає на липень (51-65 мм), мінімум — на лютий (21-27 мм). Найбільше зволожується опадами Передкам'є і Передволж'я, найменше — захід Закам'я.
Сніговий покрив утворюється після середини листопада, його танення відбувається в першій половині квітня. Тривалість снігового покриву становить 140—150 днів на рік, середня висота — 35-45 см.

## Грунти
Грунти в Татарстані мають різноманітну структуру. На півночі і заході республіки переважають сірі лісові і підзолисті ґрунти, на півдні до 32 % території займають чорноземи. При переважанні сірих лісових і вилужених чорноземних ґрунтів зустрічаються особливо родючі потужні чорноземи.
На території Татарстану виділяють три ґрунтових райони:
- Північний (Передкам'є) — найбільш поширені світло-сірі лісові (29 %) і дерново-підзолисті (21 %), що знаходяться головним чином на вододільних плато і верхніх частинах схилів. 18,3 % відсотка займають сірі і темно-сірі лісові ґрунти. На височинах і пагорбах зустрічаються дернові ґрунти. 22,5 % займають змиті ґрунти, заплавні — 6-7 %, болотні — близько 2 %. У ряді районів (Балтасинський, Кукморський, Мамадишський) сильна ерозія, якій піддається до 40 % території.
- Західний (Передволжя) — в північній частині переважають лісостепові ґрунти (51,7 %), сірі і темно-сірі (32,7 %). Значну площу займають опідзолені і вилужені чорноземи. Гірські райони району зайняті світло-сірими і дерново-підзолистими ґрунтами (12 %). Заплавні ґрунти займають 6,5 %, болотні — 1,2 %. На південному заході району поширені чорноземи (переважають вилужені).
- Південно-східний (Закам'є) — на захід від Шешми переважають вилужені і звичайні чорноземи, правобережжя Малого Черемшина зайнято темно-сірими ґрунтами. На схід від Шешми переважають сірі лісові і чорноземні грунти, в північній частині району — вилужені чорноземи. Піднесення зайняті лісостеповими ґрунтами, низовини — чорноземами.

Вміст гумусу в орному горизонті найбільш високо (більше 8 %) в південній частині Татарстану (зокрема Альметьєвський, Азнакаєвський, Бугульминський, Бавлинський і інші райони).

## Корисні копалини

### Нафта
Основним ресурсом надр республіки є нафта. Величина добування нафти в Республіці становить 800 млн тонн; розмір прогнозованих запасів складає понад 1 млрд тонн.
У Татарстані є 127 розвіданих родовищ, що включають більше 3000 покладів нафти. У 1948 році відкрито друге за величиною родовище в Росії і одне з найбільших у світі — Ромашкинське, що розташоване в Леніногорському районі Татарстану. Як великі родовища виділяються Новоєлховське і Саусбашське, а як середнє — Бавлінське родовище. Разом з нафтою здійснюється видобуток попутного нафтового газу — на 1 тонну нафти виробляється близько 40 м³. Виявлено кілька незначних родовищ природного газу і газового конденсату.

### Вугілля
На території Татарстану виявлено 108 покладів вугілля. Разом з тим в промислових масштабах можуть використовуватися тільки поклади вугілля, прив'язані до Південно-Татарського, Мелекеського і Північно-Татарського районів Камського вугільного басейну. Глибина залягання вугілля оцінюється як значна, що ускладнює його видобуток.

### Інші корисні копалини
У надрах республіки є також промислові запаси вапняку, доломіту, будівельного піску, глини для виробництва цегли, будівельного каменю, гіпсу, піщано-гравійної суміші, торфу, а також перспективні запаси нафтобітумів, бурого і кам'яного вугілля, горючих сланців, цеолітів, міді, бокситів.

## Водяні ресурси
Найбільші річки — Волга (177 км по території республіки) і Кама (380 км), а також дві притоки Ками — Вятка (60 км) і Біла (50 км), забезпечують загальний стік 234 млрд м³/рік (97,5 % загального стоку всіх річок). Крім них, по території республіки протікають ще близько 500 малих річок довжиною не менше 10 км і численні струмки. Великі запаси водних ресурсів зосереджені в двох найбільших водосховищах — Куйбишевському і Нижньокамському. У республіці налічується також більше 8 тис. невеликих озер і ставків.
Гідроенергопотенціал річок реалізується на річці Камі недозавантаженою Нижньокамською ГЕС, яка виробляє близько 1,8 млрд кВт • год/рік (за проектом — 2,7 млрд кВт • год/рік). У надрах республіки містяться значні запаси підземних вод — від сильно мінералізованих до слабосолоноватих і прісних.
Найбільші водні об'єкти Татарстану — 4 водосховища, що забезпечують республіку водними ресурсами на різні цілі.
- Куйбишевське — створено в 1955 році, найбільше не тільки в Татарстані, але і в Європі, забезпечує сезонне регулювання стоку Середньої Волги.
- Нижньокамське — створено в 1978 році і забезпечує добовий і тижневий перерозподіл до гідровузла.
- Заінське — створене в 1963 році, є для технічного забезпечення ГРЕС.
- Карабашське — створене в 1957 році, є для водозабезпечення нафтопромислів і промислових підприємств.

На території республіки є 731 технічна споруда, 550 ставків, 115 очисних споруд, 11 захисних дамб.

## Підземні води
Станом на 2005 рік в Татарстані розвідано 29 підземних родовищ прісних вод із запасами приблизно 1 млн кубометрів/добу, для промислового освоєння підготовлено приблизно третина запасів.
Досить великі і запаси мінеральних підземних вод. Станом на 2004 рік загальні запаси мінеральних підземних вод складають 3,293 тисяч кубометрів на добу.

## Природні території, що охороняються
Див. також Список особливо охоронних природних територій Татарстану
На території Татарстану розташовано більше 150 особливо охоронюваних природних територій загальною площею приблизно 150 тис. га (2 % від загальної площі Татарстану). У число ООПТ входять:
- Волзько-Камський заповідник, створений в 1960 році, розташований на території Зеленодольського і Лаїшевського районів. Відрізняється великим біорізноманіттям, тут існують понад 70 видів судинних рослин і 68 видів хребетних тварин.
- Національний парк «Нижня Кама», створений у 1991 році на території Єлабужського і Тукаєвського районів, сюди входять різні лісові масиви.

## Транспорт
Республіка має розвинену транспортну мережу. Її основу складають авіалінії, автомагістралі, залізниці, чотири судноплавні річки: Волга, Кама, Вятка, Біла.
Що стосується транспортних комунікацій Татарстан займає вузлове положення на зв'язках Уралу, Сибіру і Далекого Сходу з європейською частиною Російської Федерації і низкою країн СНД.
Столиця Татарстану Казань знаходиться на відстані 797 км на схід від Москви. Дорога від Москви до Казані займає 12 годин поїздом, або 1 годину літаком.

## Екологічний стан
В цілому екологічний стан задовільний. Лісистість Татарстану становить 16,2 % (Російської Федерації в цілому — 45,4 %). Тенденція погіршення стану навколишнього середовища намітилася після 2000 року. До 2009 року особливо погіршився стан атмосферного повітря. З 2000 року Набережні Челни входить в Пріоритетний список міст з найбільшим рівнем забруднення атмосферного повітря. Міста Казань і Нижньокамськ в 2007 році з даного списку були виключені, проте забруднення повітря в цих містах характеризується як високе. Уловлено і знешкоджено 59,5 % кількості забруднюючих речовин, що відходять від усіх стаціонарних джерел виділення, в тому числі твердих речовин — 92,3 %, ЛОС — 60 %.
Найбільші джерела викидів забруднюючих речовин в атмосферу: ВАТ «Татнефть» — 79,8 тис. т; ВАТ «Нижньокамськнафтохім», м Нижньокамськ — 39,8 тис. т; ВАТ «Татенерго» — 29,2 тис. т.
У 2007 році в системах оборотного і повторно-послідовного водопостачання використано 5216,14 млн м води, економія свіжої води — 93 %. Втрати води при транспортуванні склали 107,64 млн м (близько 14 % сумарного забору води в республіці). Обсяг скидання в поверхневі водні об'єкти стічних вод у 2007 році склав 598,52 млн м, в тому числі 493,45 млн м забруднених стічних вод (82 %), нормативно очищених стічних вод немає.
У 2007 році в Нижньокамську завершені роботи з будівництва станції очистки питної води, на які витрачено 164,5 млн руб .; ВАТ «Нижнекамскнефтехим» — продовжені роботи з реконструкції каналізаційних мереж та споруд (витрати — 54,6 млн руб.); ВАТ «Нижнекамскшина» — роботи з реконструкції каналізаційних мереж та споруд (витрати — 25,9 млн руб.).
Протягом 2007 року на території республіки зафіксовано 17 випадків надзвичайних екологічних ситуацій, в тому числі:
- 12 випадків забруднення земельних ресурсів, з них 6 випадків забруднення нафтопродуктами через прорив нафтопроводів, розливів нафти при проведенні робіт, перекидання цистерни з дизельним паливом, 4 випадки забруднення каналізаційними та виробничими стічними водами, 1 випадок забруднення гнойовими стоками через прорив обвалування, 1 випадок розливу сірчаної кислотою через сходження вагонів-цистерн з рейок;
- 4 випадки забруднення водних ресурсів, в тому числі 3 випадки забруднення стічними водами, 1 — нафтопродуктами (в результаті порушення герметичності дюкерного переходу);
- 1 випадок забруднення атмосферного повітря в результаті прориву газопроводу з подальшим спалахом.

На початок 2007 року на балансі підприємств республіки було в наявності 1,5 млн тонн відходів виробництва і споживання; утворилося за рік 3,7 млн тонн відходів, з яких використано і знешкоджено 54 %. З урахуванням передачі відходів для використання, знешкодження, поховання, розміщення на кінець 2007 року на балансі підприємств залишалося в наявності 1,35 млн тонн відходів. На території республіки є наступні місця організованого поховання відходів: полігони ТПВ — 50 шт. (48 відповідають чинним нормативам) на площі 321,9 га, санкціоновані звалища ТПВ при муніципальних утвореннях — 1322 шт. на площі 913,4 га, полігони промислових відходів — 3 шт. (всі відповідають чинним нормативам) на площі 64,7 га.
Основні джерела утворення відходів: ВАТ «КАМАЗ» — 991 тис. тонн; ВАТ «Заїнський цукровий завод» — 513 тис. тонн; ВАТ «Буїнський цукровий завод» — 302 тис. тонн. 